# 日朝寺 (上越市)
日朝寺は、新潟県上越市寺町にある日蓮宗の寺院。山号は吉祥山。旧本山は村田妙法寺、通師・堀之内法縁。境内の桜は日朝寺のしだれ桜として知られる。当寺の毘沙門天は「出迎え毘沙門天」と呼ばれている。上杉謙信の泥足毘沙門天はこの寺の毘沙門天の分身を祀ったもの。

## 歴史
文永11年（1274年）佐渡流罪を許された立正大師日蓮が真言宗称朝寺吉兆坊（現在の日朝寺）の蒙現（のちの日朝）を改宗させた。慶長3年（1598年）上杉家に従い会津若松を経て米沢市に移転。廃寺となる。明暦元年（1658年）妙法寺20世日鋭を中興開山に跡地に再建された。

## 境内
- 本堂

## 歴代
- 日鋭

## 交通アクセス
- えちごトキめき鉄道妙高はねうまライン 高田駅より西へ徒歩約5分。

## 参考資料
- 市川智康『日蓮聖人の歩まれた道』水書房
- 日蓮宗寺院大鑑編集委員会『宗祖第七百遠忌記念出版 日蓮宗寺院大鑑』大本山池上本門寺 (1981年、156－157頁参照)